# Гексод

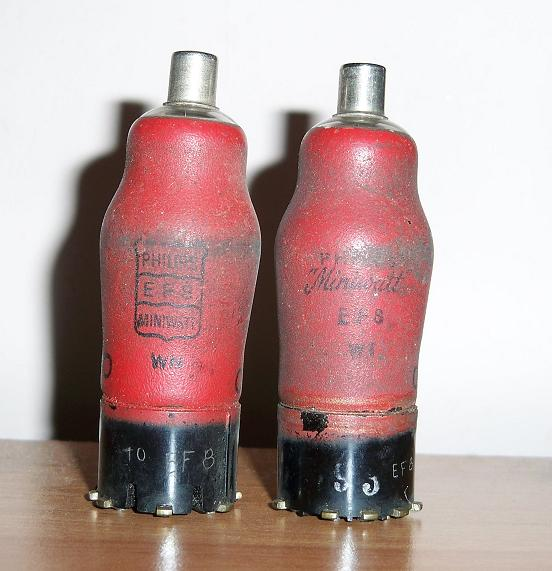
Гексод

Гексо́д — электронная лампа с шестью электродами: катод, анод и четыре сетки. Разработана  Карлом Штеймелем — инженером немецкой компании «Телефункен». Первые наработки инженера относятся к 1932 г.

## Техническое описание
Появление в лампе четвертой сетки было вызвано тем, что у пентода с отдельным выводом третьей (антидинатронной) сетки, в случае использования его в качестве лампы с двойным управлением, эта третья сетка переставала выполнять свою основную функцию — подавление динатронного эффекта.
Поэтому в новых шестиэлектродных лампах, названных гексодами, первая и третья от катода сетки использовались для двойного управления анодным током, а дополнительная четвертая сетка, ближайшая к аноду, стала антидинатронной. Никаких других дополнительных преимуществ введение четвертой сетки не давало, а электрические характеристики гексодов мало отличались от характеристик пентодов.
Поскольку в те годы, когда появились гексоды, схемы с двойным управлением лампой в радиоприемной и передающей аппаратуре имели очень ограниченное применение, то спрос на гексоды оказался незначительным. В результате, за все годы развития и совершенствования ламповой техники во всем мире было разработано и выпущено всего несколько типов «чистых» (то есть не комбинированных) ламп с четырьмя сетками — гексодов.
Довоенная немецкая лампа гексод типа АН-1 — четырехвольтовой подогревной серии с крутизной S = 1,8 мА/В, Ri = 2 мОм и проходной емкостью 0,06 пФ. Все четыре сетки этого гексода имеют самостоятельные независимые выводы.
Российской электронной промышленностью «чистые» гексоды серийно не производились, а из комбинированных триод-гексодов можно назвать только лампу 6И2П, которая является полным аналогом немецкой пальчиковой девятиштырьковой лампы типа ЕСН-80.